# Matthiola codringtonii
Matthiola codringtonii är en korsblommig växtart som beskrevs av Karl Heinz Rechinger. Matthiola codringtonii ingår i släktet lövkojor, och familjen korsblommiga växter. Inga underarter finns listade i Catalogue of Life.